# Sporthalle Gießen-Ost
La Sporthalle Gießen-Ost è il palazzetto dello sport dove gioca la squadra di pallacanestro del Gießen 46ers.